# Brian Price
Brian Price (født 19. februar 1976 i Belleville) er en canadisk roer, olympisk guldvinder og tredobbelt verdensmester.
Brian Price led som barn af leukæmi (ALL), og på grund af den drastiske behandling herfor med kemoterapi, blev han ikke højere end 1,62 m og vejede i sin tid i rosporten blot 55 kg. Han var derfor oplagt som styrmand. Han kom med i den canadiske otter i 2001, og i denne position var han med til at vinde VM-guld i 2002 og 2003. Båden var derfor en af favoritterne ved OL 2004 i Athen. Canadierne blev nummer to i det indledende heat, besejret af USA, hvor begge både var under den gældende verdensrekord. Canadierne vandt derpå opsamlingsheatet, og de var dermed kvalificeret til A-finalen. Her havde de svært ved at følge med og endte som nummer fem, næsten ti sekunder efter de amerikanske vindere.
Price fortsatte efter OL 2004 i otteren, men havde også afstikkere til andre bådtyper. Således var han styrmand i toer med styrmand, der vandt VM-bronze i 2005, og i 2007 var han tilbage i otteren, der vandt VM-guld. De var derfor igen blandt favoritterne ved OL 2008 i Beijing. Den canadiske otter vandt da også sit indledende heat, og i finalen førte canadierne hele vejen, så de sluttede med et forspring til Storbritannien på over et sekund med USA på tredjepladsen. Udover Price bestod bådens besætning af Kevin Light, Andrew Byrnes, Jake Wetzel, Malcolm Howard, Dominic Seiterle, Adam Kreek, Kyle Hamilton og Ben Rutledge – fem af bådens besætning var gengangere fra OL 2004. Canadierne blev dermed de første forsvarende verdensmestre, der vandt OL-guld, siden DDR gjorde det i 1979-1980.
Efter en pause fra roning i 2009 og 2010 som foredragsholder var Price tilbage i otteren, der vandt VM-bronze i 2011, og ved samme stævne var Price også styrmand i toeren med styrmand, der ligeledes vandt bronze. Med den fine resultathistorie var canadierne med tre gengangere fra OL 2008 dermed igen blandt favoritterne ved OL 2012 i London. Båden sluttede dog sidst i sit indledende heat og måtte i opsamlingsheatet, hvor en andenplads var nok til at sikre canadierne adgang til A-finalen. Ingen andre både kunne følge med tyskerne, der dermed vandt guld, men lidt over et sekund senere kom canadierne ind på sølvpladsen, mens Storbritannien blev nummer tre, yderligere lidt over et sekund senere.
Udover VM og OL vandt den canadiske otter med Price seks World Cup-løb i perioden 2003–2008. Han indstillede sin aktive karriere efter OL 2012.

## OL-medaljer
- 2008:  Guld i otter
- 2012:  Sølv i otter